# Шайтанка (верхний левый приток Чусовой)
Шайта́нка (устар. Чата́евская Шайта́нка) — река на Среднем Урале, левый приток реки Чусовой, в которую впадает двумя километрами ниже устья Большой Шайтанки близ бывшей деревни Подволошной (ныне это микрорайон Первоуральска). Является притоком третьего порядка у Волги. Длина около 26 км.
Горная речка берёт начало с северного склона горы Гладкой Коноваловского увала в Ревдинском районе, течёт в северном направлении, огибая с запада Шайтанский увал. Основные притоки (Хомутовка, Поскакушка, Вторая Листвянка, Омутная) также берут своё начало с гор Коноваловского увала.
В 1721 году через Шайтанку пролегла дорога от Чусовской (Уткинской) слободы к Уктусскому заводу. В устье, на левом берегу основалась деревня Подволошная. В начале XX века через речку пролегли рельсы железной дороги Пермь — Екатеринбург.
В 1921 году близ деревни Подволошной речку запрудили. Вода крутила жернова мельницы, построенной членами товарищества по совместной обработке земли. 
На высоком правом берегу одного из водоёмов расположен профилакторий «Лесная сказка» динасового завода.

## Данные водного реестра
Код объекта в государственном водном реестре — 10010100612111100010287.